# Geranomyia wigginsi
Geranomyia wigginsi är en tvåvingeart som först beskrevs av Alexander 1978.  Geranomyia wigginsi ingår i släktet Geranomyia och familjen småharkrankar. Inga underarter finns listade i Catalogue of Life.